# Let It Bleed (노래)
〈Let It Bleed〉는 영국의 록 밴드 롤링 스톤스의 곡이다. 이 곡은 믹 재거와 키스 리처즈가 작곡했으며 1969년 같은 이름의 음반에 실렸다. 그 곡은 1970년 2월에 일본에서 싱글로 발매되었다.
이언 스튜어트는 이 트랙에서 피아노를 연주하고(그의 유일한 음반 출연) 빌 와이먼은 오토하프를 연주한다.
이 곡은 슬라이드 피스로 열리며 베이스, 드럼, 피아노가 결합되기 전에 각각 A, D, E의 화음을 걸어주는 3번째의 조바심에서 단 하나의 어쿠스틱 기타 카포로 빠르게 옮겨간다.

## 참여 인원
- 믹 재거 – 보컬
- 키스 리처즈 – 기타
- 빌 와이먼 – 베이스 기타, 오토하프
- 찰리 와츠 – 드럼
- 이언 스튜어트 - 피아노
- 라이 쿠더 - 슬라이드 기타